# Luchthaven Temindung
Temindung (IATA: SRI, ICAO: WALS) is sinds 1974 de luchthaven van de Indonesische stad Samarinda op het eiland Borneo. De luchthaven zal vervangen worden door Samarinda International Airport. Temindung is gesitueerd midden in Samarinda en beschikt over één startbaan (04/22).
De overheid van Samarinda is van plan de grond van de oude luchthaven op te vullen met woningen en winkels.